# 勝尾寺川
勝尾寺川（かつおうじがわ）は、大阪府茨木市および箕面市を流れる淀川水系の一級河川。茨木川の支流。

## 地理
大阪府茨木市と箕面市との市境の山間部、茨木市泉原集落から南に峠を越えたあたりの森から流れ、豊中亀岡線に沿って箕面市へ入り、勝尾寺の下の谷間を通って山を抜け粟生間谷（あおまたに）の団地や農地に至る。
北の彩都から流れ粟生間谷で合流する裏川・川合裏川などと合流し茨木市に入り、西の箕面市小野原から流れる箕川と茨木市豊川で合流し、茨木市の中河原・福井の近くで佐保川（茨木川）に合流する。一級河川の指定は箕面市粟生間谷から始まる。

## 流域の観光地
上流部では毎年6月になるとゲンジボタルの飛び交う様子を見ることが出来る。

## 支流
- 裏川
- 川合裏川
- 箕川